# Altofonte
Altofonte – miejscowość i gmina we Włoszech, w regionie Sycylia, w prowincji Palermo.
Według danych na rok 2004 gminę zamieszkiwało 9176 osób, 262,2 os./km².